# ПАС на літніх Олімпійських іграх 1928
Південно-Африканський Союз у шосте за свою історію брав участь в ІХ літніх Олімпійських іграх 1928 року в Амстердамі (Нідерланди).
24 спортсмени (18 чоловіків і 6 жінок) вибороли три олімпійські медалі: 1 — золоту та 2 — бронзові.
Наймолодший член команди — плавчиня Кетлін Рассел (15 років 266 днів), найстаріший — яхтсмен Руперт Елліс-Броун (47 років 280 днів).

## Золото
- Легка атлетика, чоловіки, 110 м з перешкодами — Сідней Аткінсон.

## Бронза
- Бокс, чоловіки, до 53,5 кг — Гаррі Айзакс.
- Плавання, жінки, естафета 4×100 м — Мері Бедфорд, Рода Ренні, Кетлін Рассел, Фредді ван дер Гус.